# Raffaele Serio
Raffaele Serio (Nápoles, 22 de abril de 1999) es un deportista italiano que compite en remo. Ganó una medalla de oro en el Campeonato Mundial de Remo de 2019, en la prueba de dos sin timonel ligero.

## Palmarés internacional
| Campeonato Mundial | Campeonato Mundial   | Campeonato Mundial | Campeonato Mundial     |
| Año                | Lugar                | Medalla            | Prueba                 |
| ------------------ | -------------------- | ------------------ | ---------------------- |
| 2019               | Ottensheim (Austria) | Medalla de oro     | Dos sin timonel ligero |